# アントニー・クノッカール
アントニー・パトリック・クノッカール（Anthony Patrick Knockaert 、1991年11月20日 - ）は、フランス・ルーベ出身の元プロサッカー選手。現役時代のポジションは、ミッドフィールダー。クノッカート、ノッカートなどと表記される事もある。

## クラブ経歴

### ギャンガン
フランス国内外のチームを渡り歩いた後、2009年夏にEAギャンガンと最初のプロ契約を結んだ。2010年7月のクープ・ドゥ・ラ・リーグ1回戦・グルノーブル・フット38戦でトップチームデビュー。

### レスター
2012年8月、フットボールリーグ・チャンピオンシップのレスター・シティFCに移籍。移籍金は250万ポンド。
2012年10月のハダースフィールド・タウンFC戦でゴールまで35ヤードの距離からシュートを決め移籍後初ゴールを挙げた。後にこのゴールはリーグのシーズンベストゴールに選出された。2012–13シーズンの昇格プレーオフ準決勝2ndレグ・ワトフォードFCで、後半ロスタイムに自ら得たPKを失敗、そのままカウンターを受け最後はトロイ・ディーニーにゴールを奪われプレーオフ敗退が決まった。2013-14シーズンはレギュラーとして出場しチャンピオンシップ優勝とプレミアリーグ昇格に貢献するも、2014-15シーズンは一転してポジション確保に苦しみ、シーズン終了後にレスターを退団した。

### リエージュ
2015年6月、スタンダール・リエージュにフリーで加入。

### ブライトン
2016年1月、ブライトン・アンド・ホーヴ・アルビオンFCに移籍。2016–17シーズンはチャンピオンシップに降格したニューカッスル・ユナイテッドFCからオファーを受けたが残留を選んだ。シーズンを通じて好調を維持し、40試合で13ゴールを挙げクラブのプレミアリーグ初昇格に大きく貢献、自身もリーグ年間MVPに選出された。

### フラム
2020年7月8日、レンタルで加入していた、フラムに完全移籍。
2020年10月16日、ノッティンガム・フォレストFCにレンタル移籍。
2022年9月10日、ヴォロスNPSにレンタル移籍。
2023年1月11日、ハダースフィールド・タウンFCにシーズン終了までレンタル移籍。

### ヴァランシエンヌ
2023年9月、ヴァランシエンヌFCに移籍。
2024年7月11日、現役引退を表明した.。

## 代表歴
年代別フランス代表歴がある。

## タイトル

### クラブ
レスター
- フットボールリーグ・チャンピオンシップ: 2013–14

### 個人
- フットボールリーグ・チャンピオンシップ年間MVP: 2016-17 [13]
- フットボールリーグ・チャンピオンシップ年間ベストイレブン: 2016–17